# Fundacja Senior w Koronie
Fundacja „Senior w Koronie” – polska fundacja społeczna, założona w marcu 2020 roku przez Aleksandrę Czarną-El Baz i Martę Białkowską, mająca na celu pomaganie samotnym seniorom w wieku powyżej 75 roku życia w czasach pandemii COVID-19, wyróżniona nagrodą „Społecznik roku 2020”.

## Historia działalności
Fundacja powstała w drugiej połowie marca 2020 roku, gdy do Polski dochodziły niepokojące informacje dotyczące rosnącej liczby zakażeń wirusem SARS-CoV-2 i lawinowo rosnącej liczby zgonów nim spowodowanych. W tamtym czasie została zorganizowana pierwsza akcja zakupowa fundacji. 
W kwietniu fundacja przy wsparciu Fundacji Warsaw Legend oraz CPS Śródmieście i OPS Ochota fundacja prowadziła miejską akcję rozwożenia paczek żywnościowych oraz ciepłych posiłków dla potrzebujących seniorów.
W maju pod stałą opieką fundacji było już 50 seniorów. Fundacja otworzyła na Starym Mokotowie okienko, umożliwiające dawanie podarków potrzebującym seniorom. Fundacja wyremontowała również pierwsze mieszkanie dla potrzebującej osoby. 
W czerwcu do fundacji dołączyły znane osobowości medialne, m.in. Martyna Wojciechowska czy Przemek Kossakowski.
W lipcu Fundacja Senior w Koronie otrzymała wyróżnienie plebiscytu Dobro Wraca z TOK FM. W sierpniu fundację wsparły kolejne warszawskie przedsiębiorstwa.
Wrzesień i październik obfitowały w akcje związane z rozwożeniem jedzenia i produktów dla potrzebujących; ponadto fundacja rozpoczęła współpracę z akcją Zielona Skrzynka oraz OPS Włochy. 
W listopadzie fundacja liczyła ponad 110 podopiecznych oraz rozpoczęła współpracę z OPS Wola, organizując akcję "Fryzjer dla seniora".
W grudniu fundacja zorganizowała wydawanie paczek dla seniorów którzy Święta Bożego Narodzenia mieli spędzić samotnie. 
W marcu 2021 roku fundacja otrzymała nagrodę Społecznik roku 2020, za działania charytatywne w czasach pandemii.